# Dellbrücker Hauptstraße 143

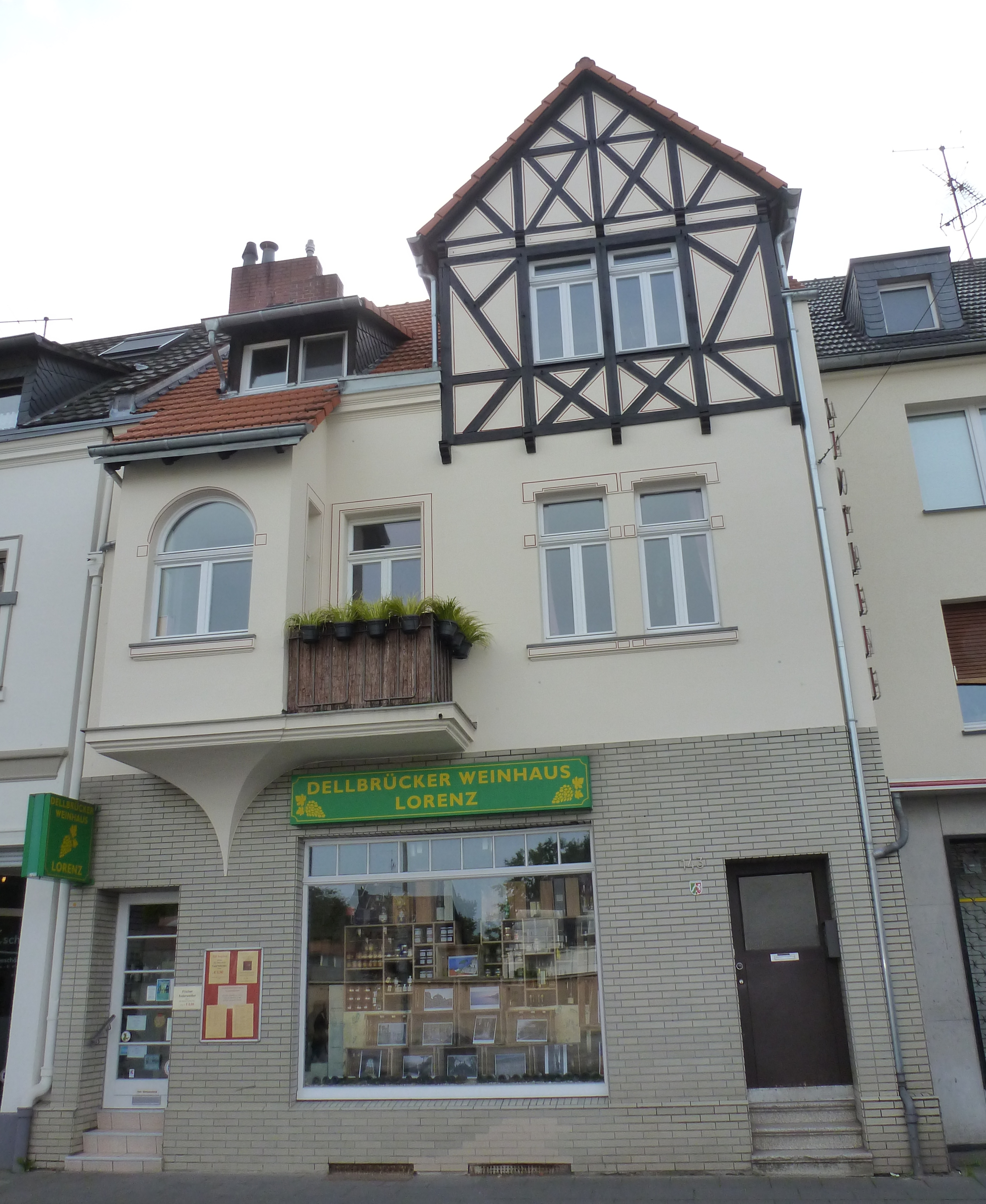
Dellbrücker Hauptstraße 143

Das Gebäude Dellbrücker Hauptstraße 143 im Kölner Stadtteil Dellbrück ist ein denkmalgeschütztes Wohn- und Geschäftshaus.

## Beschreibung
Das um 1907 errichtete Gebäude weist Elemente des Jugendstil und des Historismus auf. In seinen Jugendstil-Elementen vertritt es eine Strömung dieser Stilepoche, in der zur Gestaltung von Hausfassaden auf Asymmetrien und Fachwerk zurückgegriffen wurde, und das sich dadurch von den am Klassizismus orientierten Jugendstilbauten abhebt. Es wurde bei zweieinhalb Geschossen, zweiachsig ausgeführt.

### Fassade
Im Erdgeschoss des Hauses ist ein Ladengeschäft untergebracht, das wie die Eingangstür zu den darüberliegenden Wohnungen als Hochparterre über dem Straßenniveau liegt.
Das verputzte Obergeschoss verfügt auf der linken Achse über einen Erker von annähernd quadratischem Grundriss, das mit einer nach unten spitz zulaufenden Konsole versehen ist, die bis in den Fassadenteil des Erdgeschosses ragt. Rechts neben dem Erker wird dessen Grundplatte als kleiner Balkon fortgeführt, beide Teile sind auf den unteren Rändern gleich profiliert. Die Fenster auf beiden Achsen sowie die Balkontüre sind durch angedeutete Stuckarbeiten von der ansonsten glatt verputzten Wand abgehoben.
Auf der rechten Gebäudeachse befindet sich ein Dacherker, der im Gegensatz zum sonstigen Gebäude in Fachwerk ausgeführt wurde. Das Brüstungsfeld des Fachwerks ragt nach unten in das Obergeschoss hinein, die beiden Fenster des Erkers korrespondieren darüber hinaus mit den beiden darunterliegenden Fenstern auf der rechten Seite des Obergeschosses. Der glatte Putz auf dem Gefach bezieht den Dacherker zudem auf das übrige Gebäude.

### Innengestaltung
Die Decke des Hausflurs ist mit einer Hohlkehle umgeben, die an beiden Seiten von Profilleisten gesäumt wird. Der Fußboden weist ein graues Mittelfeld auf, das von einer schmalen schwarzen Rahmung umgeben ist. Diese löst sich an den Ecken in ein florales Ornament auf und ist wiederum von einer breiten roten Rahmung umgeben. Das Treppenhaus verfügt über eine zweiläufige Holztreppe mit Holzgeländer und -handlauf, zudem wiederholen sich die Rahmungen des Hausflurs.

## Bedeutung
Die Dellbrücker Hauptstraße war ursprünglich ein Flurweg, der insbesondere die Dörfer Thurn und Dünnwald bzw. die Diepeschrather Mühle verband. Im Zuge ihres Ausbaus nach der Eröffnung des Abschnitts Mülheim-Bergisch Gladbach der Bahnstrecke Köln-Mülheim–Lindlar im Jahr 1868 wurde sie weitgehend gerade angelegt. Beginnend am Thurner Hof kreuzt sie die Bergisch Gladbacher Straße und endet am Bahnhof mit der benachbarten Alten Post. Die beiden Straßenseiten wurden seit den 1870er Jahren mit Wohn- und Geschäftshäusern bebaut, deren letzte Lücken sich im ausgehenden 19. und frühen 20. Jahrhundert mit Jugendstilbauten schlossen. Darunter das Gebäude in der Dellbrücker Hauptstraße 143. Seit dem 24. November 1983 steht es wegen seiner Bedeutung in künstlerischer wie geschichtlicher Bedeutung für den Stadtteil Dellbrück unter Denkmalschutz (Nr. 1866).